# Hadmar IV. von Laaber

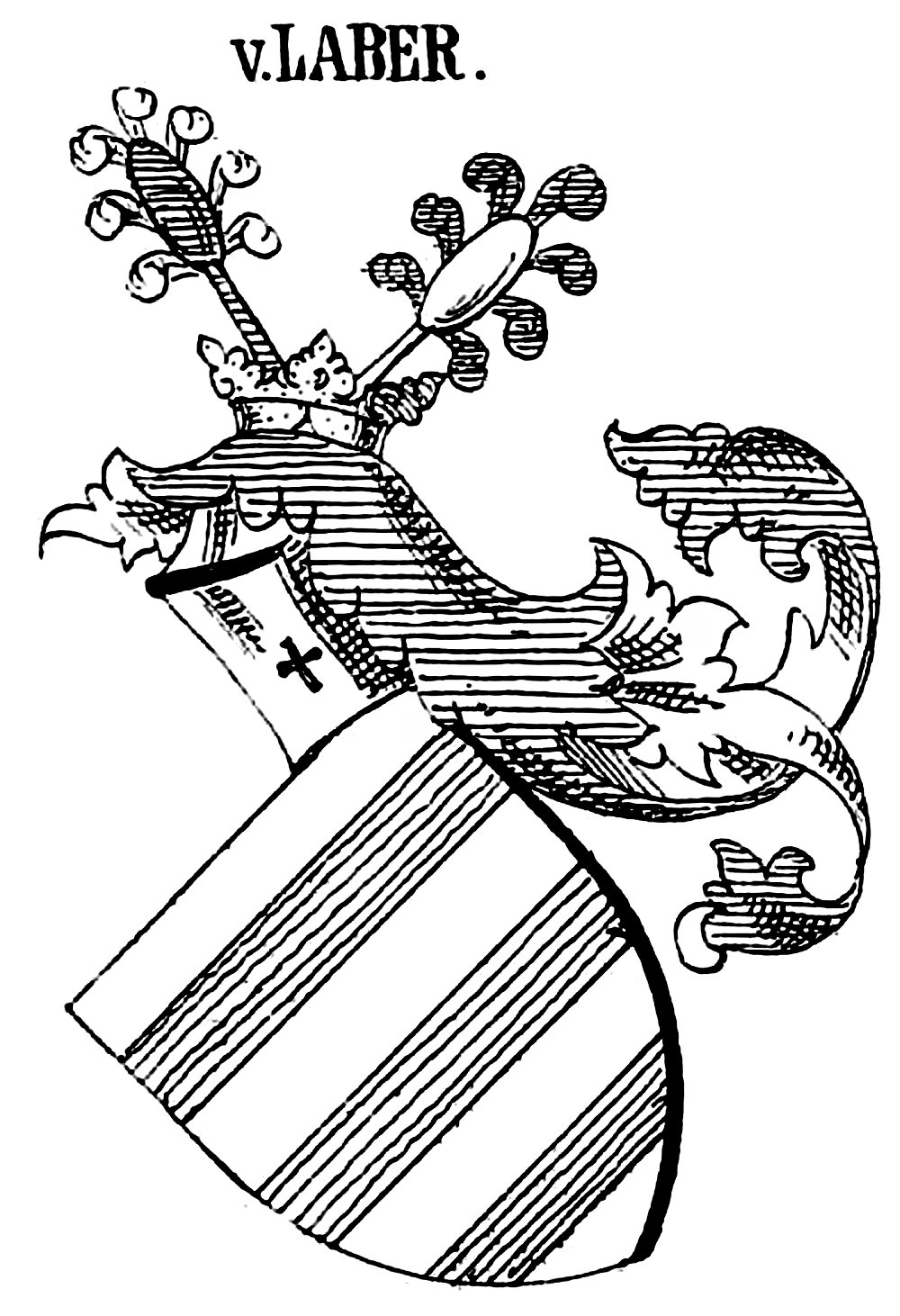
Wappen der Herren von Laaber in Johann Siebmachers Wappen-Buch

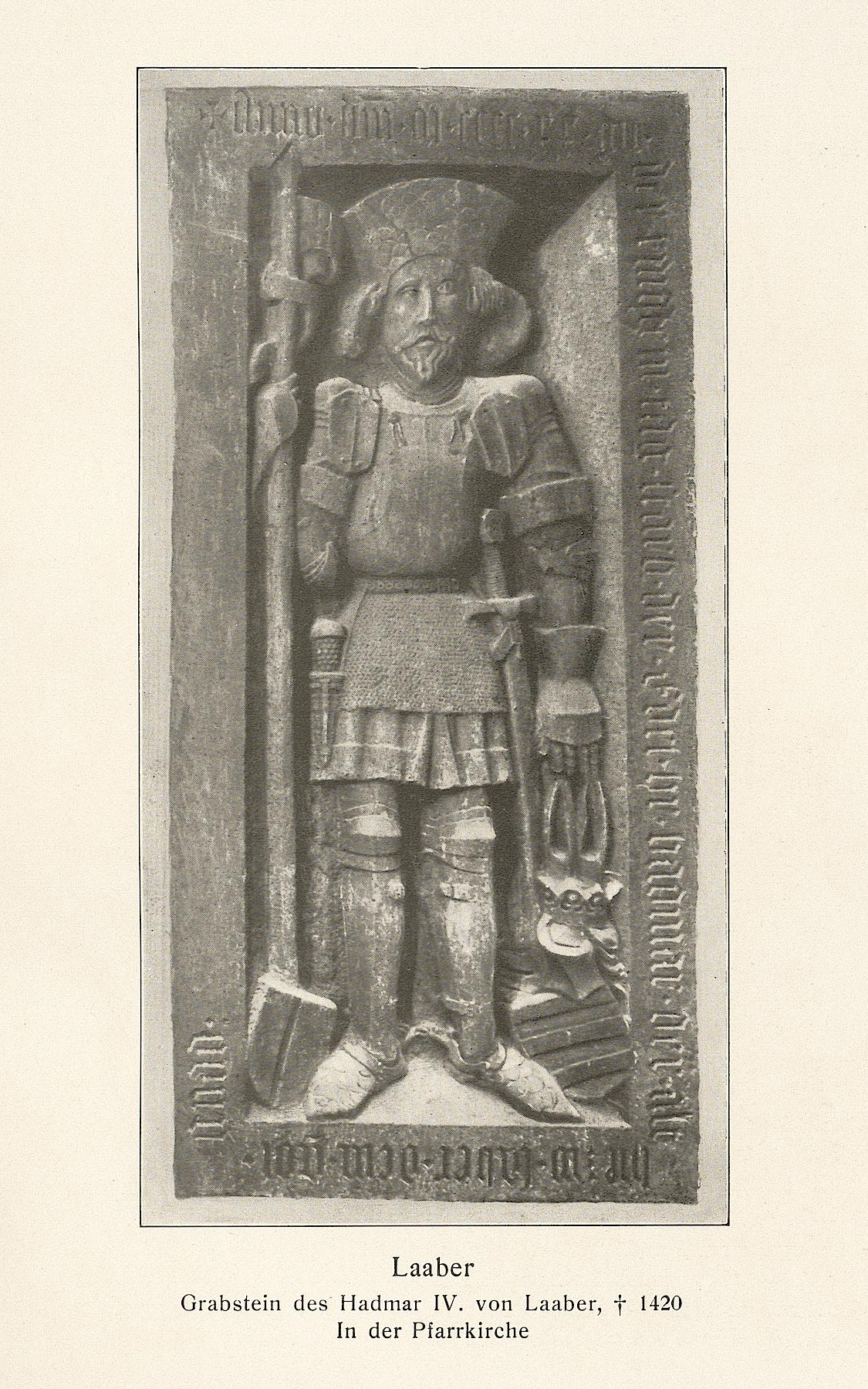
Grabstein für Hadmar IV. in der Kirche St. Jakobus in Laaber

Hadmar IV. von Laaber († 1420 in Laaber) war von 1376 bis 1389 und von 1404 bis 1408 Bürgermeister von Regensburg.

## Leben
Hadmar IV. entstammte der Familie der Herren von Prunn, Laber und Breitenegg, einem edelfreien altbayerischen Adelsgeschlecht. Er war der Sohn des Minnesängers Hadmar III. von Laber († nach 1354).
Die Burg Wolfsegg kam als Lehen des Herzogs von Oberbayern 1367 an Ulrich von Laaber und dessen Vetter Hadmar IV. von Laaber. Bereits im Jahr 1302 ging die Reichsgrafschaft Breitenegg an seinen Vater Hadmar III. und nach dessen Tod an Hadmar IV.
Hadmar IV. war von 1376 bis 1380 und von 1397 bis 1408 königlicher Rat. Zwischen Hadmar IV. und der Stadt Regensburg kam es zu einer Fehde, die Truppen der Stadt stürmten und beschädigten 1389 seine Burg.
In der Kirche St. Jakobus in Laaber ist heute noch sein Grabstein aus Rotmarmor mit dem Relief des Verstorbenen in voller Rüstung zu sehen.